# 얀 폴라크
얀 폴라크(체코어: Jan Polák, 1981년 3월 14일 ~ )는 체코의 전 축구 선수이다. 포지션은 중앙 미드필더였다. 체코 청소년 대표팀 최다 출장 기록을 가지고 있다.

## 축구인 경력

### 선수 경력
1998년 고향 브르노를 연고로 한 1. FC 브르노에서 프로 경력을 시작하였다. 2002년 UEFA U-21 챔피언십에서 팀을 우승으로 이끌고 6개월 후 신흥 강호 슬로반 리베레츠로 이적하였다.
슬로반 리베레츠에서 2시즌 간 활약한 후 독일의 1. FC 뉘른베르크로 이적하였다. 뉘른베르크로 이적한 이후 5년 만에 대표팀에 재발탁되었으며 2006년 독일 월드컵에 체코 대표팀 멤버로 참가하였다.
2007년 추정 이적료 €3,500,000에 안데를레흐트로 이적하였다. 이는 당시 안데를레흐트 역사상 두 번째로 비싼 이적료 지출이었다. 2009-10 시즌 안데를레흐트의 리그 우승을 이끌었다.
2011년 VfL 볼프스부르크로 이적하였다.